# Brig-Visp-Zermatt Bahn
Pour les articles homonymes, voir BVZ.
Brig-Visp-Zermatt Bahn ou Brigue-Viège-Zermatt (BVZ), était une entreprise ferroviaire Suisse. Cette compagnie exploitait une ligne de chemin de fer à voie étroite (1 000 mm) entre Brigue et Zermatt via Viège.

La ligne Viège-Zermatt a été mise en service en 1890 et le prolongement de la ligne jusqu'à Brigue en 1930.
En 1999, une structure Holding est créée afin de séparer l'activité non ferroviaire de l'activité ferroviaire proprement dite. C'est cette BVZHolding qui est propriétaire du Chemin de fer du Gornergrat et d'une partie (75 %) de la Matterhorn-Gotthard-Bahn. Les actionnaires principaux sont les frères Balthasar J. et Dieter Meier.
En 2003, elle fusionne avec le chemin de fer Furka-Oberalp Bahn (FO) et la Gornergrat Bahn pour devenir Matterhorn-Gotthard-Bahn (MGB).